# Stefan Langen
Stefan Langen (* 15. Januar 1925; † 22. März 2013) war ein deutscher Fußballspieler.

## Laufbahn
Der Verteidiger gehörte zu den Spielern, die am 15. Februar 1948, zwei Tage nach der Gründung des 1. FC Köln, in dessen ersten Spiel in der Startelf standen. Dieses Spiel gegen Nippes 1912 wurde mit 8:2 gewonnen.
Nachdem er bereits seit 1946 für den Vorgänger-Club SpVgg Sülz 07 aktiv gewesen war, machte er bis 1955 sowohl den Aufstieg in die Oberliga West, als auch die erste Teilnahme der Kölner an der Endrunde um die deutsche Meisterschaft mit. Auch beim DFB-Pokal-Finale 1954 gegen den VfB Stuttgart (0:1) war Langen dabei. Nach Ablauf der Saison 1954/55, in der er verletzungsbedingt kaum noch zum Einsatz kam, beendete er, der von seinen Kameraden nur „Steff“ genannt wurde, seine aktive Laufbahn.
In den 1950er Jahren führte er gemeinsam mit seiner Frau die Gaststätte und Weinstube „Zum Geißbock“. Stefan Langen starb am 22. März 2013 im Alter von 88 Jahren.

## Vereine
- 1946–1948 SpVgg Sülz 07
- 1948–1955 1. FC Köln

### Statistik
- Landesliga
38 Spiele; 3 Tore
- Oberliga West
139 Spiele
- Endrunde um die deutsche Meisterschaft
6 Spiele
- DFB-Pokal
4 Spiele; 1 Tor
- Westdeutscher Pokal
3 Spiele

### Erfolge
- 1949 Aufstieg in die Oberliga West
- 1954 Westdeutscher Meister
- 1954 DFB-Pokal-Finale